# Innere Medizin
Die Innere Medizin ist ein Teilgebiet der Humanmedizin und befasst sich mit den Gesundheitsstörungen sowie Krankheiten innerer Organe wie den Atmungsorganen, Herz und Gefäßen, Verdauungssystem, Nieren und ableitenden Harnwegen, Blut und blutbildenden Organen oder den Stoffwechselorganen. Zu den Aufgaben der inneren Medizin gehören die Vorbeugung, Diagnostik, konservative und interventionelle Behandlung sowie Rehabilitation und Nachsorge. Ein Facharzt für Innere Medizin wird auch als Internist bezeichnet.
Gelegentlich wurde die Chirurgie von der Inneren Medizin als eine äußere Medizin abgegrenzt.

## Tätigkeitsgebiete
Zu den fachlichen Schwerpunkten der Internisten zählen insbesondere Krankheiten
- der Atmungsorgane (Pneumologie)
- des Herzens und Kreislaufs (Kardiologie)
- der Verdauungsorgane (Gastroenterologie und Hepatologie)
- der Nieren (Nephrologie),
- des Blutes und der blutbildenden Organe (Hämatologie)
- des Gefäßsystems (Angiologie)
- des Stoffwechsels und der inneren Sekretion (Endokrinologie und Diabetologie)
- des Immunsystems (Immunologie)
- des Stütz- und Bindegewebes (Rheumatologie)

Weiter gehören in den Bereich der inneren Medizin:
- Infektionskrankheiten (Infektiologie und Tropenmedizin)
- Vergiftungen (Klinische Toxikologie),
- solide Tumoren und hämatologischen Neoplasien (Onkologie),
- die Überwachung und Therapie von Schwerstkranken (Internistische Intensivmedizin)
- Untersuchung des Einflusses von Training und Sport auf den gesunden und kranken Menschen (Internistische Sportheilkunde).

Die Weiterbildungsordnungen zum Facharzt für Innere Medizin (Internisten) und die Zusatzweiterbildungen in der Inneren Medizin sind in verschiedenen Ländern unterschiedlich.
Entwickelt hatte sich das Fachgebiet im 19. Jahrhundert aus der Generaldisziplin „Specielle Pathologie und Therapie“. Eine auf die Innere Medizin spezialisierte Medizinische Klinik gründete bereits 1754 Anton de Haën in Wien. Als erster Lehrer der Inneren Medizin bzw. „Internist“ gilt der am Juliusspital, der Klinik der Würzburger Universität, tätig gewesene Mediziner und Chemiker Franz Heinrich Meinolph Wilhelm. Der Kongreß für Innere Medizin fand ab 1882 statt.

## Wichtigste Untersuchungsmethoden der Inneren Medizin
- Anamnese
- Körperliche Untersuchung
- Elektrokardiogramm (EKG, Ergometrie)
- Langzeit-EKG/Event-Recorder
- Langzeit-Blutdruckmessung
- Sonographie (Ultraschall-Untersuchungen)
  - B-Mode
  - Doppler-Sonographie
  - Echokardiographie
  - Transösophageale Echokardiographie (TEE)
  - Endosonographie
  - Kontrastmittelsonografie
- Endoskopie
  - Ösophagogastroduodenoskopie (ÖGD, Magenspiegelung)
  - Rektoskopie, Sigmoidoskopie, Ileocoloskopie (Darmspiegelung)
  - Endoskopisch retrograde Cholangiopankreatikographie (ERCP)
  - Bronchoskopie
  - Ballonenteroskopie (Dünndarmspiegelung)
  - Kapselendoskopie (Dünndarmspiegelung)
- Labordiagnostik
- Knochenmarkspunktion
- Herzkatheteruntersuchung (Koronarographie)
- Lungenfunktionsuntersuchung (Spirometrie)
- Lungenbiopsie
- Leberbiopsie
- Nierenbiopsie
- Ophthalmoskopie

## Aktuelle Entwicklungstrends
Als Folge der rapiden Wissensvermehrung in ihren Teilgebieten unterliegt die Innere Medizin einer zunehmenden Subspezialisierung. Dass dabei der klassische, gut ausgebildete allgemeine Internist in vielen Industrienationen mehr und mehr von den Vertretern einzelner Teilgebiete verdrängt wird, stößt auch auf Kritik. So wurde 2007 auf dem 110. Deutschen Ärztetag die Wiedereinführung der Weiterbildung zum Facharzt für Innere Medizin ohne Schwerpunktbezeichnung beschlossen.
Die Allgemeinmedizin ist ein eigenständiges Fachgebiet der Medizin und grenzt sich stark von der Inneren Medizin ab, obwohl zwischenzeitlich Tendenzen existierten, die beiden Fachgebiete zu vereinigen.
Neben der fortschreitenden Verselbständigung der organbezogenen Fachgebiete zeichnen sich folgende Trends ab:
- In Deutschland etabliert sich eine kassentechnisch bedingte Aufspaltung in eine fachärztliche und eine hausärztliche Domäne, die mit Einschränkungen des Kompetenzbereichs hausärztlich tätiger Internisten einhergeht.[11]
- Die Methoden der Inneren Medizin werden in Spezialbereichen immer invasiver, sodass man sie in den Komplikationsraten mit kleineren operativen Eingriffen vergleichen kann. Dies gilt insbesondere im Bereich der Kardiologie und der Gastroenterologie.
- In einigen Bereichen überlappt sich die Innere Medizin u. a. mit der Radiologie, der Neurologie und der Labormedizin. Da kleinere Krankenhäuser nicht immer über eigene Spezialisten dieser Bereiche verfügen, werden diese Aufgaben von Internisten übernommen.
- Molekularbiologie wird aufgrund multipler genetischer und epigenetischer Änderungen immer wichtiger.[12]

## Facharztbezeichnung Internist

### Gebiet Innere Medizin
Nach der Muster-Weiterbildungsordnung 2018 umfasst das  Gebiet Innere Medizin die Vorbeugung, (Früh-)Erkennung, konservative und interventionelle Behandlung sowie Rehabilitation und Nachsorge der Gesundheitsstörungen einschließlich geriatrischer Krankheiten und Erkrankungen der Atmungsorgane, des Herzens und Kreislaufs, der Verdauungsorgane, der Nieren und ableitenden Harnwege, des Blutes und der blutbildenden Organe, des Gefäßsystems, des Stoffwechsels und der inneren Sekretion, des Immunsystems, des Stütz- und Bindegewebes, der Infektionskrankheiten und Vergiftungen sowie der soliden Tumoren und der hämatologischen Neoplasien. Das Gebiet umfasst auch die Gesundheitsförderung und die Betreuung unter Berücksichtigung der somatischen, psychischen und sozialen Wechselwirkungen und die interdisziplinäre Koordination der an der gesundheitlichen Betreuung beteiligten Personen und Institutionen.

### Schwerpunktbereiche im Gebiet Innere Medizin
- Facharzt/Fachärztin für Innere Medizin (früher: Allgemeine Innere Medizin - hierzu zählen insbesondere die hausärztlichen Internisten)

- Facharzt/Fachärztin für Innere Medizin und Angiologie: Angiologe
- Facharzt/Fachärztin für Innere Medizin und Endokrinologie und Diabetologie: Endokrinologe und Diabetologe
- Facharzt/Fachärztin für Innere Medizin und Gastroenterologie: Gastroenterologe
- Facharzt/Fachärztin für Innere Medizin und Hämatologie und Onkologie: Hämatologe und Internistischer Onkologe
- Facharzt/Fachärztin für Innere Medizin und Infektiologie: Infektiologe
- Facharzt/Fachärztin für Innere Medizin und Kardiologie: Kardiologe
- Facharzt/Fachärztin für Innere Medizin und Nephrologie: Nephrologe
- Facharzt/Fachärztin für Innere Medizin und Pneumologie: Pneumologe
- Facharzt/Fachärztin für Innere Medizin und Rheumatologie: Rheumatologe

Zusätzlich zur  Wahl eines fachärztlichen Schwerpunkt-Weiterbildung ist es in Deutschland möglich, verschiedene Zusatzweiterbildungs-Qualifikationen zu erwerben.

### Weiterbildungsinhalte in Innerer Medizin
Die Weiterbildungsordnung unterscheidet zwischen den 
- Gemeinsamen Inhalten der Facharzt-Weiterbildung im Gebiet Innere Medizin

und den
- Spezifischen Inhalten für die Facharztweiterbildungen der verschiedenen Bereiche (Angiologie, Kardiologie usw.)

## Verbände und Fachgesellschaften
- Berufsverband Deutscher Internistinnen und Internisten (BDI)
- Bundesverband Hausärztlicher Internisten (BHI)
- Deutsche Gesellschaft für Innere Medizin (DGIM)
- Schweizerische Gesellschaft für Allgemeine Innere Medizin (SGAIM)